# Хіл (реслінг)

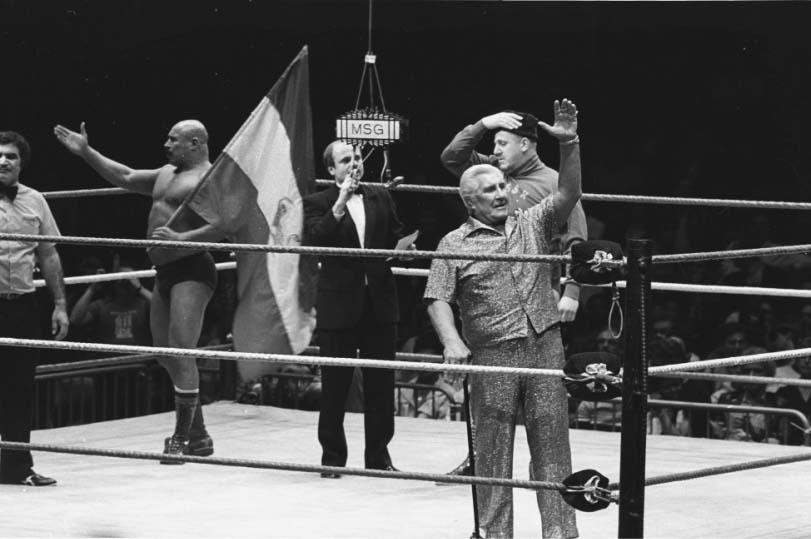
Іноземні хіли Iron Sheik, Ніколай Волков і менеджер Фредді Блассі знущаються над американською публікою в Медісон Сквер Гарден у 1980-х роках

У професійному реслінгу хіл (також відомий як рудо в луча лібре) — це реслер, який зображує лиходія, «поганого хлопця», «злочинця» або «порушника правил» і діє як антагоніст фейсам, які є героїчним протагоністами або «хорошим хлопцями». Не все, що робить реслер хіл має бути лиходійським: щоб бути ефективними персонажами, хілів потрібно лише освистувати або глузувати з боку аудиторії, хоча більшість справді успішних хілів мають інші аспекти їх хитрої особистості, такі як шахрайство задля перемоги або використання сторонніх предметів. «Роль хіла полягає в тому, щоб отримати реакцію, що означає підштовхування натовпу до настирливої ненависті, і, як правило, передбачає обман та будь-які інші форми соціально неприйнятної поведінки».
Щоб отримати реакцію (з освистуванням і насмішками з боку глядачів), хіл часто зображується як аморальна людина, яка порушує правила або іншим чином користується суперниками поза межами стандартів матчу. Інші не порушують (або рідко) правила, а натомість демонструють неприємні, жахливі та навмисно образливі та деморалізуючі риси особистості, такі як боягузтво або презирство до аудиторії. Багато хілів роблять і те, і інше, обманюють і поводяться мерзенно. Незалежно від типу хіла, найважливіша роль — це роль антагоніста, оскільки хіли існують, щоб забезпечити протистояння реслерам-фейсам. Якщо певний хіл має більш позитивну реакцію, ніж фейс, промоутер може вирішити зробити хіла фейсом (англ. heelturn) або навпаки, або змусити борця зробити щось ще більш мерзенне, щоб підвищити негативну реакцію публіки щодо хіла. Деякі виконавці демонструють суміш як позитивних, так і негативних рис характеру. У термінології реслінгу ці персонажі називаються твінерами. WWE назвають компанією, яка відмовляється від традиційного формату хіл/фейс частково через готовність аудиторії вболівати за хілів та освистувати бебіфейсів.
У «місцевому» реслінгу (наприклад, американському реслінгу) було прийнято, що фейсами були «місцеві» ( Галк Гоган, Джон Сіна та Стоун Колд Стів Остін), а хілами зображувалися «іноземці» (Гюнтер, Альберто Дель Ріо, Іван Колофф, Iron Sheik, Русев/Міро, Джіндер Махал і Мухаммед Хасан).
У світі реслінгу lucha libre більшість рудо відомі тим, що вони бешкетники та використовують фізичні прийоми, які підкреслюють грубу силу чи розмір, часто маючи одяг, схожий на демонів, дияволів чи інших шахраїв. Це контрастує з більшістю героїчних текнікос, які зазвичай відомі використанням рухів, що вимагають технічних навичок, зокрема маневрів у повітрі.

## Історія
Поширена поведінка хілів включає обман задля перемоги (наприклад, використання канатів під час утримання, або атаку зі зброєю, коли рефері дивиться вбік), використання брудних тактик, таких як удушення чи тикати в очі, напад на інших реслерів за лаштунками, заважання іншим реслерам у їхніх матчах, ображаючи вболівальників або місто, в якому вони перебувають (називається «дешева реакція»), а також діяти в гордовитій чи зверхній манері.

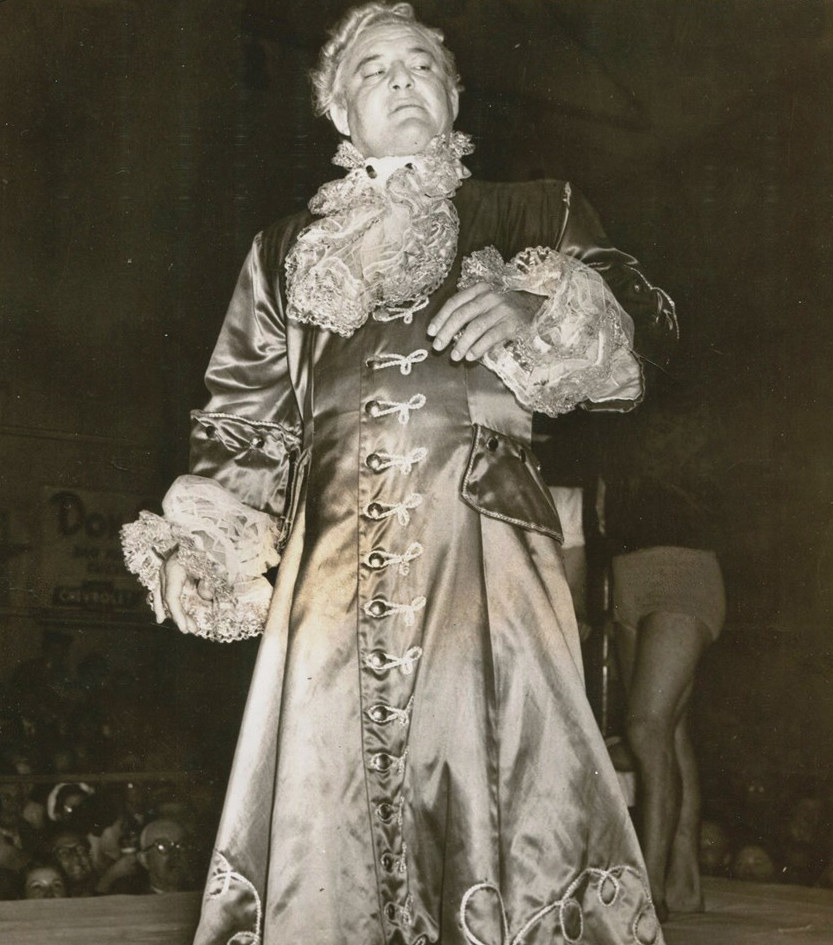
Завдяки своїм яскравому гіміку Ґорджеус Джордж став одним із найвідоміших реслерів своєї епохи.

Більш театральні хіли мали ефектне вбрання, що створюють бридкий чи інший небезпечний вигляд, наприклад, носіння трупної фарби на обличчях, надягання демонічних масок, покривання себе темною шкірою тощо. Ґорджеус Джордж вважається батьком реслінг-гіміку, а також гіміку хіла. Починаючи з 1940-х років, він винайшов екстравагантний, яскравий гімік «красивого хлопчика», який носив хвилясте світле волосся, барвисті мантії та шикарні вбрання, а його супроводжували красиві камердинери на ринг для його матчів. Натовп широко висміював його персону та приходив на його матчі в надії побачити його поразку. Джордж насолоджувався цією увагою, і він став одним із найвідоміших (і ненависних) хілів не лише своєї епохи, а й усіх часів. Іншим прикладом драматичного хіла є борець Трунар, який протягом своєї кар’єри багато разів змінював образ хіла та фейса. Під час свого періоду як лідера Міністерства темряви, він з'являвся як священник окультизму в чорному вбранні з капюшоном і буквально сидів на троні, часто у формі символу, який використовувався для його зображення.
Іноді фейси, які нещодавно перестали бути хілами, все ще демонструють риси своєї персони. Це відбувається через те, що вболівальників розважає реслер, незважаючи на (або через) їх образ хіла, часто через харизму або чарівність виконавця в цій ролі. Певні реслери, такі як Едді Герреро і Рік Флер, здобули популярність як фейси, використовуючи тактику, яка зазвичай асоціюється з хілами, тоді як інші, такі як Стоун Колд Стів Остін, Скотт Холл, і нещодавно Беккі Лінч демонстрували хитру поведінку під час своїх кар'єр, але викликали гучну реакцію, що призвело до того, що їх рекламували як антигероїв.

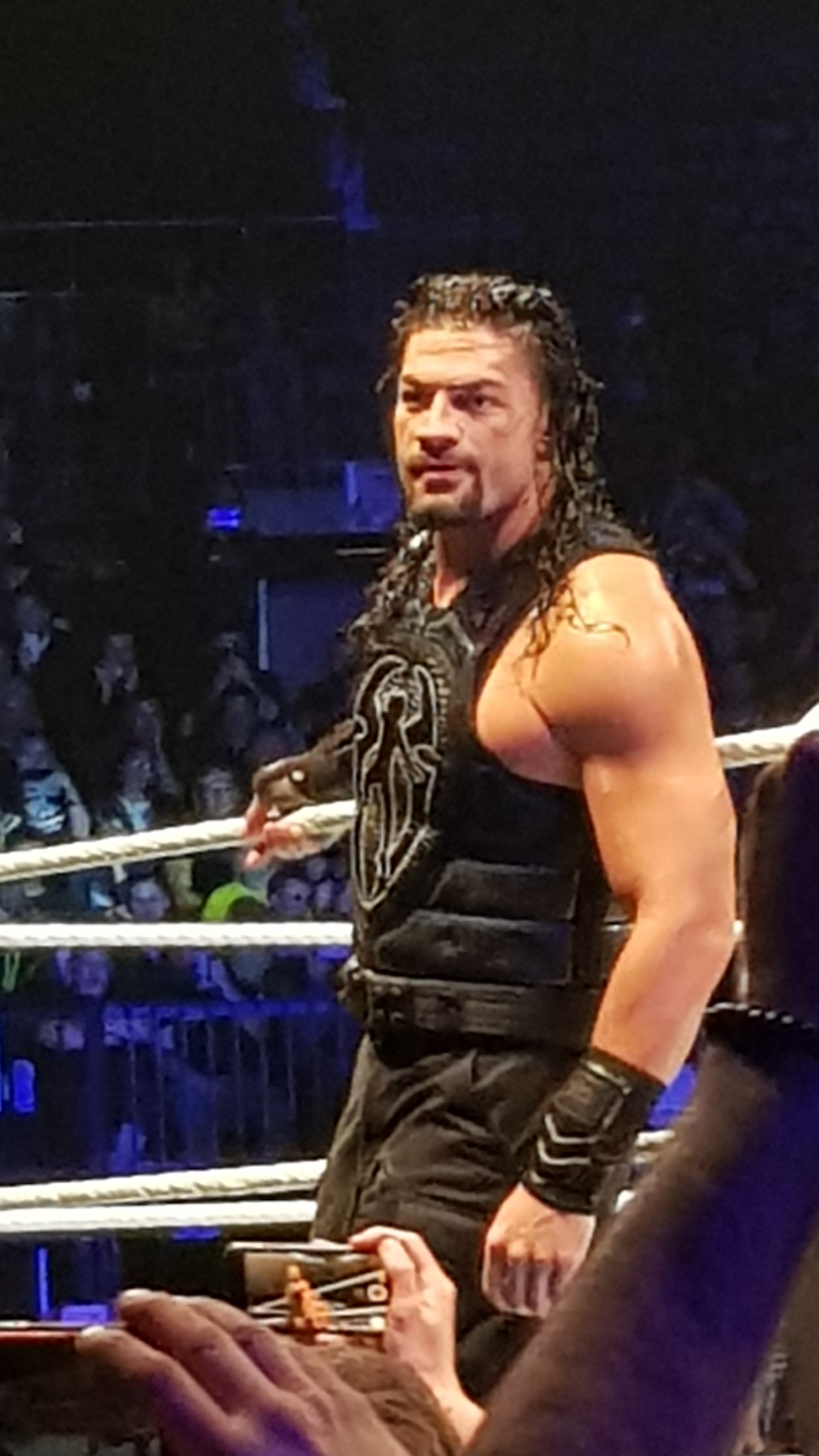
Роман Рейнс отримав негативну реакцію глядачів, незважаючи на те, що його представляли як фейса.

В інших випадках реслери, які позиціонуються як фейси, отримують негативну реакцію аудиторії, незважаючи на те, що їх зображають як героїв. Прикладом є Роман Рейнс, який у 2018 році був топ фейсом у WWE, але його освистували в його матчах, тоді як його опоненти отримували підтримку, незалежно від їхнього статусу фейса чи хіла, через уявлення про фаворитизм з боку керівників WWE та відсутність розвитку персонажа. Такі персонажі часто (але не завжди) з часом підштовхуються до того, щоб стати лиходіями, або переоснащуються, щоб представити інший публічний імідж, як, наприклад, Скеля від чистого фейса до самозакоханого нарцисиста в «Нації домінування», або те, що Тецуя Найто відмовився від свого статуса бебіфейса, що призвело до різкого формування Los Ingobernables de Japon. Термін «хіл» сам по собі не описує типовий набір атрибутів або реакцію глядачів, а просто презентація реслера та букінг як антагоніста.
Залежно від подачі, хіли можуть діяти боягузливо або переважати силою для своїх супротивників. Наприклад, «непримітний чемпіон» — це термін, який позначає хіла, який володіє титулом, і який постійно ухиляється від змагань та намагається уникнути викликів. Приклади включають Сета Ролінса під час його першого рейну Чемпіона світу WWE у важкій вазі, Шарлотт під час її рейну Чемпіонки Дів / Чемпіонки Raw серед жінок, Honky Tonk Man під час його довгого рейну Інтерконтинентального Чемпіонства, Томмасо Чампа під час його рейну Чемпіона NXT та The IIconics під час їх рейну Командних Чемпіонок WWE. Персонаж Брока Леснара в WWE мав аспекти хіла, і був добре відомий тим, що не міг регулярно захищати свій титул (особливо під час свого першого рейну Всесвітнього чемпіонства), часто виступаючи лише на PPV подіях, а не на SmackDown або Raw, так як він був лише на парт-тайм контракті з WWE. Така поведінка підтверджує передбачувану думку кейфебу про те, що фейс (або фейси), з якими ворогує хіл, насправді більше заслуговує на титул, ніж хіл, який тримає титул. Хіли можуть благати про пощаду під час побиття від рук фейсів, навіть якщо вони наносили подібні удари без пощади. Зокрема, Рік Флер був добре відомий тим, що благав опонента відступити, а потім завдавав удару поміж ніг по своєму розсіяному супернику. Інші хіли можуть переважати силою своїх опонентів, щоб підіграти історію успіху андердога для фейсів.